# رابرت آکوافرسکا
رابرت آکوافرسکا (ایتالیایی: Robert Acquafresca؛ زادهٔ ۱۱ سپتامبر ۱۹۸۷) بازیکن فوتبال اهل ایتالیا است.

## باشگاهی
از باشگاه‌هایی که در آن بازی کرده‌است می‌توان به باشگاه فوتبال اینتر میلان، باشگاه فوتبال تورینو، باشگاه فوتبال لوانته، باشگاه فوتبال بولونیا، باشگاه فوتبال کالیاری، باشگاه فوتبال آتالانتا، و باشگاه فوتبال جنوآ اشاره کرد.

## تیم ملی
وی همچنین در تیم‌های ملی فوتبال زیر ۱۷ سال ایتالیا، زیر ۱۸ سال ایتالیا، زیر ۱۹ سال ایتالیا، زیر ۲۰ سال ایتالیا، زیر ۲۱ سال ایتالیا، و زیر ۲۱ سال ایتالیا، و ایتالیا در بازی‌های المپیک تابستانی ۲۰۰۸ بازی کرده‌است.